# 136.º Batallón Antiaéreo Pesado
El 136.° Batallón Antiaéreo Pesado  (136. schwere Flak-Abteilung (o)) fue una unidad de la Luftwaffe durante el Tercer Reich y la Segunda Guerra Mundial.

## Historia
Fue formado en julio de 1942, a partir del 136º Batallón de Reserva Antiaérea. En 1945 la 2.ª Bat./136.º Batallón Antiaéreo Pesado (RAD 4.º Bat./306) fue renombrada como la 7.ª Bat./241º Batallón de Reserva Antiaérea. La 3.ª Bat./136° Batallón Antiaéreo Pesado también fue conocida como RAD 3.º Bat./305 a partir de 1943.

## Orden de batalla
- 5.º Bat./136.º Batallón Antiaéreo Pesado fue formada en 1943
- 6.º Bat./136.º Batallón Antiaéreo Pesado fue formada después en 1943
- 7.º Bat./136.º Batallón Antiaéreo Pesado fue formada después en 1943

## Servicios
- 1941–1945: en Augsburgo como Subgrupo Antiaéreo Augsburgo Centro, después Göppingen.
- 1 de noviembre de 1943: en Augsburgo bajo la 4° Brigada Antiaérea (2° Regimiento de Proyectores Antiaéreos).
- 1 de enero de 1944: en Augsburgo bajo la 4° Brigada Antiaérea (2° Regimiento de Proyectores Antiaéreos).
- 1 de febrero de 1944: en Augsburgo bajo la 4° Brigada Antiaérea (2° Regimiento de Proyectores Antiaéreos).
- 1 de marzo de 1944: en Augsburgo bajo la 4° Brigada Antiaérea (2° Regimiento de Proyectores Antiaéreos).
- 1 de abril de 1944: en Augsburgo bajo la 4° Brigada Antiaérea (2° Regimiento de Proyectores Antiaéreos).
- 1 de mayo de 1944: en Augsburgo bajo la 26° División Antiaérea (2° Regimiento de Proyectores Antiaéreos).
- 1 de junio de 1944: en Augsburgo bajo la 26° División Antiaérea (115° Regimiento Antiaéreo).
- 1 de julio de 1944: en Augsburgo bajo la 26° División Antiaérea (115° Regimiento Antiaéreo).
- 1 de agosto de 1944: en Augsburgo bajo la 26° División Antiaérea (115° Regimiento Antiaéreo).
- 1 de septiembre de 1944: en Augsburgo bajo la 26° División Antiaérea (115° Regimiento Antiaéreo).
- 1 de octubre de 1944: en Augsburgo bajo la 26° División Antiaérea (115° Regimiento Antiaéreo).
- 1 de noviembre de 1944: en Augsburgo bajo la 26° División Antiaérea (115° Regimiento Antiaéreo).
- 1 de diciembre de 1944: en Augsburgo bajo la 26° División Antiaérea (115° Regimiento Antiaéreo) (Grupo de Plana Mayor, 2° Bar., 3° Bat., 4° Bat., 5° Bat., 7° Bsat./136° Batallón Antiaéreo Pesado ).
  - En Augsburgo bajo la 26° División Antiaérea (115° Regimiento Antiaéreo) (1° Bat., 6° Bat./136° Batallón Antiaéreo Pesado bajo el Grupo de Plana Mayor/s.453).